# Kazuki Yamaguchi
Kazuki Yamaguchi (山口 和樹 Yamaguchi Kazuki?, nacido el 7 de octubre de 1986 en Fukuoka) es un exfutbolista japonés. Jugaba de defensa y su único club fue el Avispa Fukuoka de Japón.

## Trayectoria

### Clubes
| Club           | País  | Año         |
| -------------- | ----- | ----------- |
| Avispa Fukuoka | Japón | 2009 - 2014 |

## Estadística de carrera

### J. League
| Club           | Año   | J. League | J. League | Copa J. League | Copa J. League | Total | Total |
| Club           | Año   | Part.     | Goles     | Part.          | Goles          | Part. | Goles |
| -------------- | ----- | --------- | --------- | -------------- | -------------- | ----- | ----- |
| Avispa Fukuoka | 2009  | 1         | 0         | -              | -              | 1     | 0     |
| Avispa Fukuoka | 2010  | 1         | 0         | -              | -              | 1     | 0     |
| Avispa Fukuoka | 2011  | 14        | 0         | 1              | 0              | 15    | 0     |
| Avispa Fukuoka | 2012  | 14        | 0         | -              | -              | 14    | 0     |
| Avispa Fukuoka | 2013  | 14        | 0         | -              | -              | 14    | 0     |
| Avispa Fukuoka | 2014  | 6         | 0         | -              | -              | 6     | 0     |
| Total          | Total | 50        | 0         | 1              | 0              | 51    | 0     |